# Samuel Ampzing

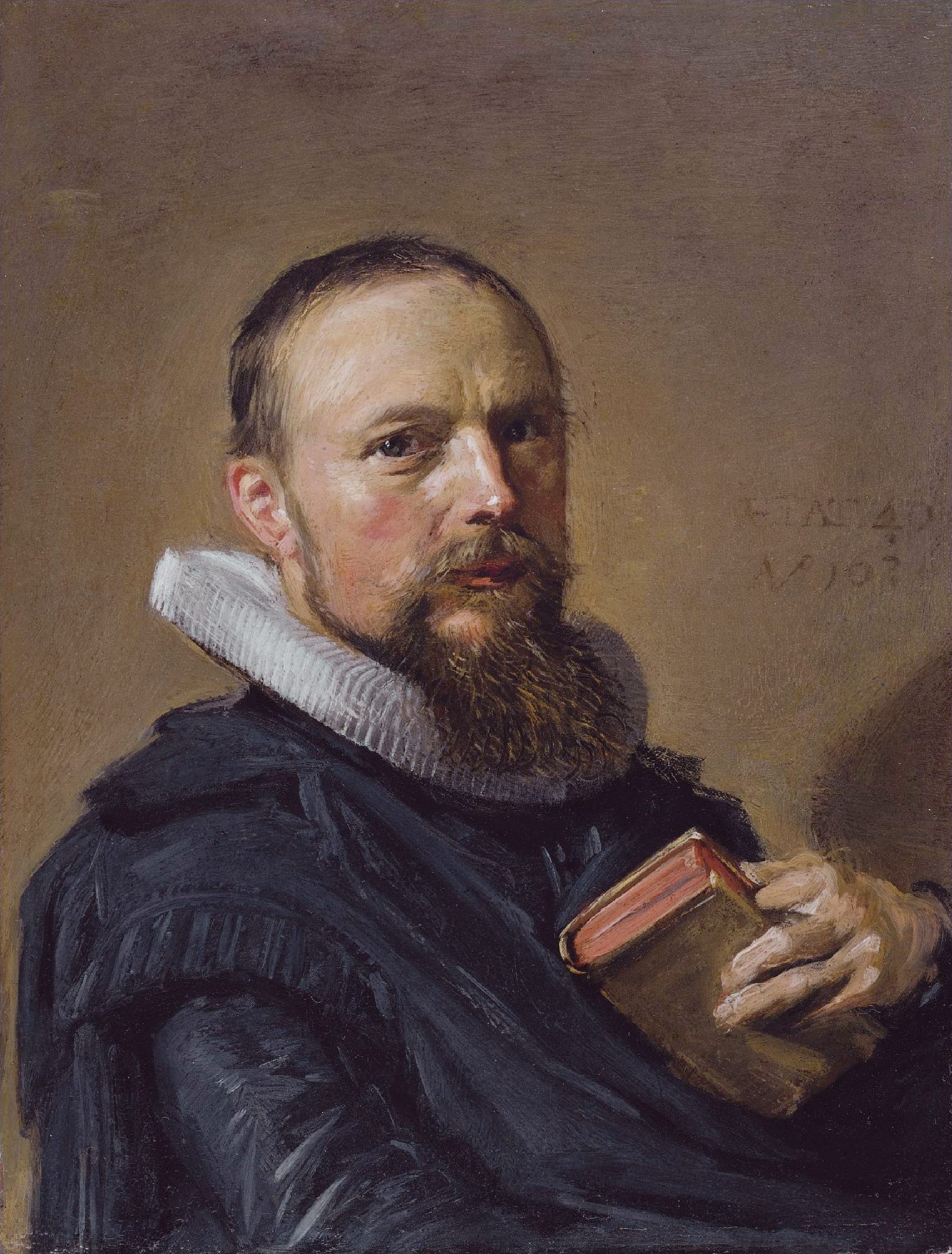
Samuel Ampzing, por Frans Hals.

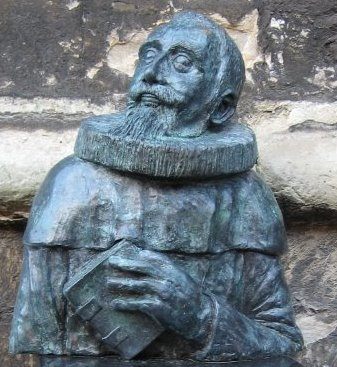
Busto de Samuel Ampzing donado por la Sociedad Ampzing.

Samuel Ampzing (24 de junio de 1590-29 de julio de 1632) fue un ministro religioso, poeta y purista holandés.

## Biografía
Samuel Ampzing fue hijo del ministro religioso Johannes Ampzing. Nació en Haarlem en 1590, y en 1616 se convirtió asimismo en ministro de la Iglesia reformada neerlandesa. Ejerció primero en Rijsoord en Strevelshoek, y posteriormente en 1619 en el Sint-Bavokerk de Haarlem. 

### Beschrijvinge ende lof der stad Haerlem in Holland
En 1617, comenzó a escribir Beschrijvinge ende lof der stad Haerlem in Holland, una descripción en verso de la ciudad de Haarlem, labor en la que colaboró Petrus Scriverius. Su poesía fue impresa y publicada en 1628. Esta historia de la ciudad no fue superada hasta casi un siglo después, por la obra de Pieter Langendijk. Como introducción a este libro, Ampzing escribió una disertación sobre el idioma neerlandés, en la cual introdujo varias consideraciones sobre las reglas de la retórica. Este preludio fue también vendido por separado en 1628 con el título Taelbericht der Nederlandsche spellinge («Tratado sobre la ortografía holandesa»). 
Posteriormente escribió un epílogo titulado "Corona de Laurel a Laurens Janszoon Koster". El libro contenía ilustraciones de Pieter Saenredam y Jan van de Velde II:

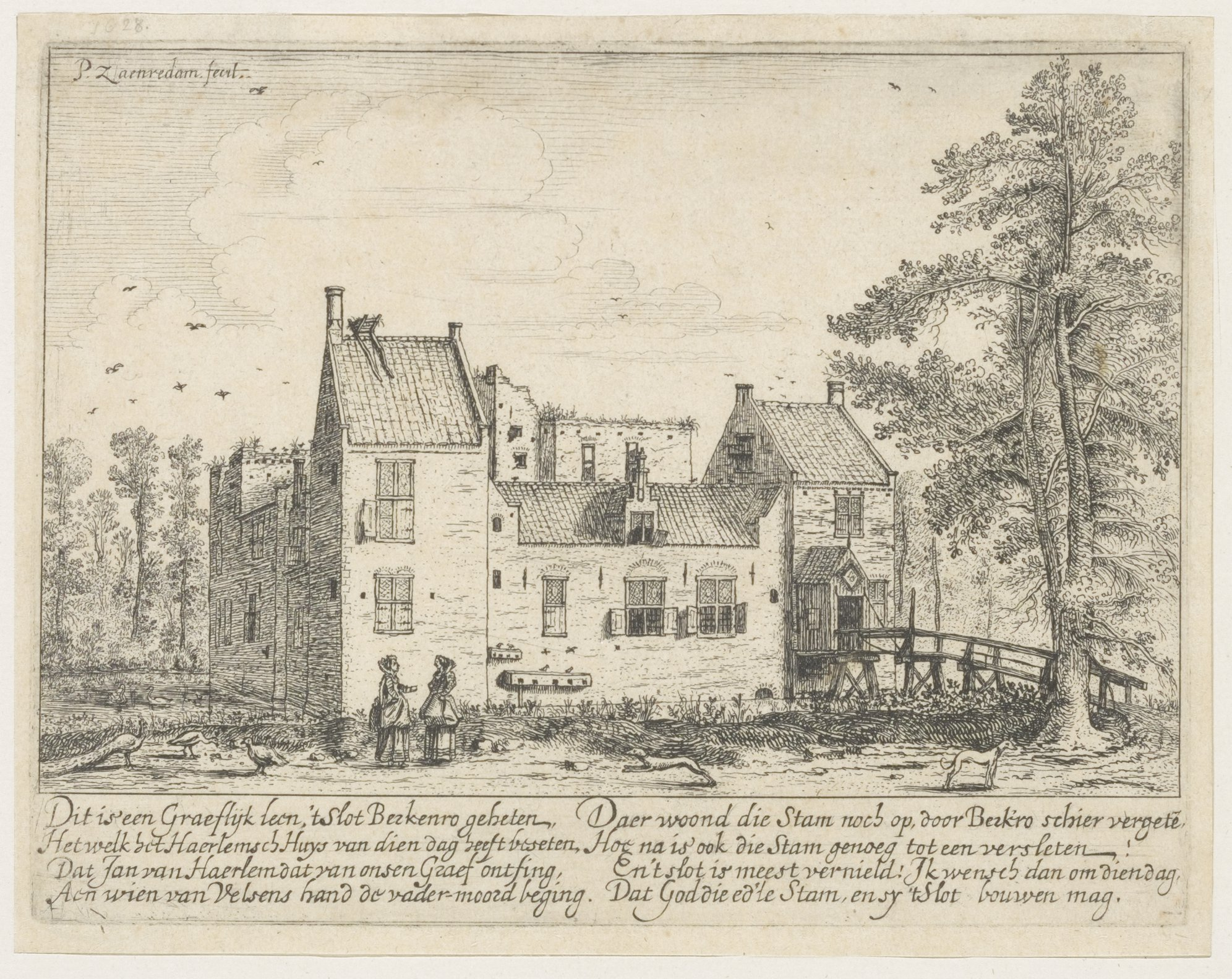
Ilustración del viejo castillo de Berkenrode, en Heemstede.
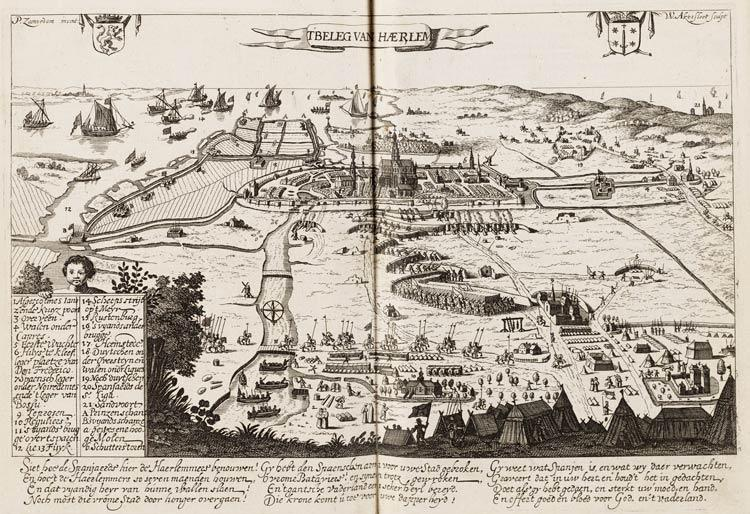
Ilustración que muestra el asedio a Haarlem en 1572, perspectiva a ojo de pájaro desde el norte.

## Legado
Además de la importancia histórica de sus escritos, sus versos no eran considerados excesivamente líricos, pero impactantes en cuanto a la meticulosidad del lenguaje empleado. Ampzing era notable y cuidadosamente distinto de sus contemporáneos a la hora de elegir las palabras, y se oponía fervientemente a la utilización de extranjerismos. Consideraba la influencia de lenguajes como el latín o el francés algo pernicioso, que contaminaba el idioma neerlandés puro. Hay sospechas de que este punto de vista se veía influido por el hecho de que estos lenguajes fueran utilizados por sus 'competidores religiosos'.[cita requerida]
La cruzada lingüística de Ampzing resurgió en 1999, con la fundación de la sociedad Ampzing, cuyos miembros «luchan» - al igual que Ampzing - contra la utilización superflua de anglicismos en el holandés contemporáneo. El 26 de noviembre de 2006 fue inaugurado un busto de Ampzing en el Oude Groenmarkt de Haarlem.

## Obras
- Bijbel-poezije (1624) - La Biblia traducida en verso.
- Rijm-catechismus (1624)  - El catecismo traducido en verso.
- Beschrijvinge ende lof der stad Haerlem in Holland: in Rym bearbeyd (1628) - Descripción y alabanzas a la ciudad de Haarlem en Holanda en verso.
- Taelbericht der Nederlandsche spellinge (1628) - Tratado sobre la ortografía holandesa.
- Eerverdediginge tegen de Arminiaensche grimmigheijd (1629) - Apologética contra los herejes arminianos.
- Naszousche lauren-kranze (1629) - Corona de laurel.
- Westindische triumphbazuin op de verovering van de zilveren vloot (1629) - Oda triunfal a la derrota de la flota de la plata en las Indias Occidentales.